# Rhyncomya negevi
Rhyncomya negevi är en tvåvingeart som beskrevs av Knut Rognes 2002. Rhyncomya negevi ingår i släktet Rhyncomya och familjen Rhiniidae.
Artens utbredningsområde är Israel. Inga underarter finns listade i Catalogue of Life.